# Rosolina
Rosolina (Rusuina en dialecte vénéte) est une commune italienne de la province de Rovigo dans la région de la Vénétie en Italie.

## Géographie
La commune se trouve dans le delta du Pô, à l'intérieur du parc régional du Delta du Pô, à 40 km de Rovigo, 65 km de Venise et 55 km de Padoue.
À 1 mètre au-dessus du niveau de la mer, la commune est juste au début de la formation du delta du Pô, sur la rive gauche du Pô du Levant et au carrefour des routes SS309 Romea (Ravenne-Chioggia (16 km) et Venise (55 km)) et SS443 qui arrive de Rovigo (37 km) et dessert Adria (15 km) et Loreo (5 km).
Les limites de la commune sont :
- au nord : le fleuve Adige ;
- au sud : le Pô du levant et la commune de Porto Viro ;
- à l’ouest : le canal Vecchio qui relie le Pô du Levant et l’Adige ;
- à l’est : la lagune, en partie fermée par les lidos et hameaux de Rosalina Mare et d’Isola Albarella ; limites avec la mer Adriatique.

Villes voisines :
- Loreo 5 km ;
- Porto Viro 6 km ;
- Chioggia 16 km ;
- Papozze 19 km.

## Histoire
Le nom de la cité du bas Polésine est d’origine inconnue, mais avec certitude est postérieur au XVIIe siècle puisque c’est en 1604 que, par le Taglio di Porto Viro, l’ensablement du Delta du Pô débuta et la cité la plus à l’Est à cette époque était Loreo à 5 km à l’ouest aujourd’hui.
Comme la région géographique de Polésine et les communes qui la composent, Rosalina subit les mêmes aléas et les mêmes aventures qu’elles depuis 1604 à nos jours.

## Économie
- L'économie est basée sur l’agriculture, la pêche et principalement sur le tourisme concentré à Rosolina Mare et dans l’ Isola di Albarella, reliée à la terre par une bande de terre de 12 km surmontée d’une route et d’un pont mobile.
  - L'isola di Albarella est entièrement vouée au tourisme et s’étend sur une longueur de 5 km et 1,5 de largeur. L’île est limitée au trafic cycliste et piétonnier. Le port peut accueillir jusqu’à 500 embarcations.
- Une activité très productive est la pêche dans la lagune et les marais.

## Transports

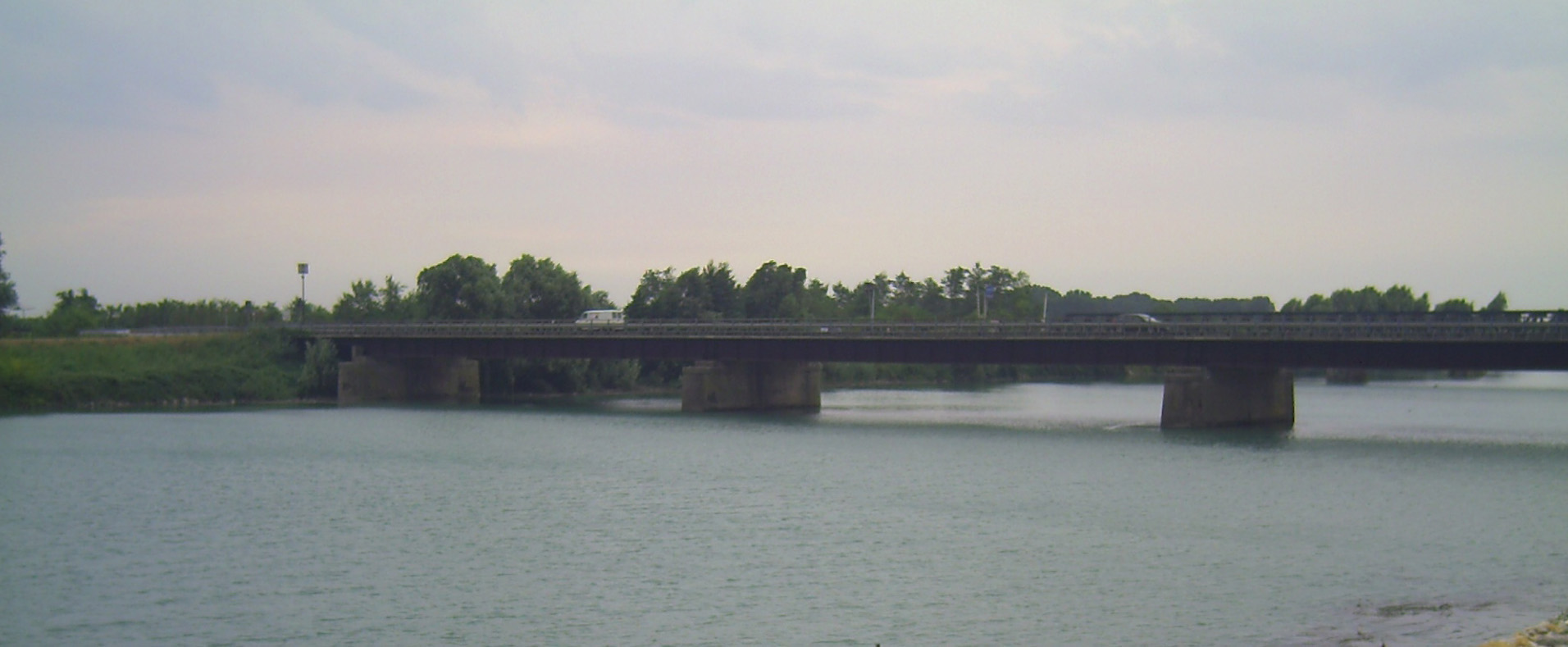
Le pont sur l'Adige qui relie la commune à celle de Chioggia.

Rosolina est reliée à la commune de Chioggia par le service urbain de Chioggia (ACTV).

## Administration
| Période                                  | Période  | Identité      | Étiquette     | Qualité |
| ---------------------------------------- | -------- | ------------- | ------------- | ------- |
| 16/05/2011                               | En cours | Franco Vitale | Liste civique |         |
| Les données manquantes sont à compléter. |          |               |               |         |

### Hameaux
Isola di Albarella, Rosolina Mare

### Communes limitrophes
Chioggia, Loreo, Porto Viro

## Population

### Évolution de la population en janvier de chaque année
| 1871  | 1901  | 1921  | 1951  | 1961  | 1971  | 1981  | 1991  | 2001  |
| ----- | ----- | ----- | ----- | ----- | ----- | ----- | ----- | ----- |
| 2 152 | 2 651 | 3 809 | 5 504 | 4 320 | 4 912 | 5 537 | 5 675 | 6 144 |

| 2012  | - | - | - | - | - | - | - | - |
| ----- | - | - | - | - | - | - | - | - |
| 6 533 | - | - | - | - | - | - | - | - |

## Note
1. ↑  (it) Popolazione residente e bilancio demografico sur le site de l'ISTAT.

## Sources
- (it) Cet article est partiellement ou en totalité issu de l’article de Wikipédia en italien intitulé « Rosolina » (voir la liste des auteurs) le 25/10/2012.